# Scopula suda
Scopula suda är en fjärilsart som beskrevs av Louis Beethoven Prout 1932. Scopula suda ingår i släktet Scopula och familjen mätare. Inga underarter finns listade.